# Verbandsgemeinde Gau-Algesheim
Die Verbandsgemeinde Gau-Algesheim ist eine Gebietskörperschaft im Landkreis Mainz-Bingen in Rheinland-Pfalz. Der Verbandsgemeinde gehören die Stadt Gau-Algesheim sowie sieben weitere Ortsgemeinden an. Der Verwaltungssitz ist in der namensgebenden Stadt Gau-Algesheim.
Folgende Städte und Verbandsgemeinden grenzen an die Verbandsgemeinde Gau-Algesheim, sie werden im Uhrzeigersinn beginnend im Norden genannt: Ingelheim, Verbandsgemeinde Nieder-Olm, Verbandsgemeinde Wörrstadt (Landkreis Alzey-Worms), Verbandsgemeinde Sprendlingen-Gensingen, Bingen.

## Verbandsangehörige Gemeinden
| Ortsgemeinde, Stadt            | Fläche (km²) | Einwohner |
| ------------------------------ | ------------ | --------- |
| Appenheim                      | 6,98         | 1.389     |
| Bubenheim                      | 4,38         | 818       |
| Engelstadt                     | 7,76         | 732       |
| Gau-Algesheim, Stadt           | 13,99        | 7.043     |
| Nieder-Hilbersheim             | 4,60         | 652       |
| Ober-Hilbersheim               | 7,38         | 987       |
| Ockenheim                      | 6,03         | 2.789     |
| Schwabenheim an der Selz       | 9,49         | 2.551     |
| Verbandsgemeinde Gau-Algesheim | 60,61        | 16.961    |

(Einwohner am 31. Dezember 2023)

## Bevölkerungsentwicklung
Die Entwicklung der Einwohnerzahl bezogen auf das Gebiet der heutigen Verbandsgemeinde Gau-Algesheim; die Werte von 1871 bis 1987 beruhen auf Volkszählungen:
| Jahr | Einwohner |
| 1815 | 5.318     |
| 1835 | 7.453     |
| 1871 | 7.766     |
| 1905 | 8.850     |
| 1939 | 9.421     |
| 1950 | 10.651    |

| Jahr | Einwohner |
| 1961 | 10.825    |
| 1970 | 11.576    |
| 1987 | 12.726    |
| 1997 | 15.308    |
| 2005 | 15.931    |
| 2023 | 16.961    |

## Verbandsgemeinderat
Der Verbandsgemeinderat Gau-Algesheim besteht aus 32 ehrenamtlichen Ratsmitgliedern, die bei der Kommunalwahl am 9. Juni 2024 in einer personalisierten Verhältniswahl gewählt wurden, und dem hauptamtlichen Bürgermeister als Vorsitzendem.
Die Sitzverteilung im Verbandsgemeinderat:
| Wahl | SPD | CDU | GRÜNE | FDP | FWG | Gesamt   |
| ---- | --- | --- | ----- | --- | --- | -------- |
| 2024 | 6   | 12  | 5     | 2   | 7   | 32 Sitze |
| 2019 | 6   | 12  | 6     | 2   | 6   | 32 Sitze |
| 2014 | 8   | 13  | 4     | 1   | 6   | 32 Sitze |
| 2009 | 8   | 13  | 3     | 2   | 6   | 32 Sitze |
| 2004 | 8   | 14  | 3     | 2   | 5   | 32 Sitze |

- FWG = Freie Wählergruppe Verbandsgemeinde Gau-Algesheim e. V.

## Bürgermeister
Hauptamtlicher Bürgermeister der Verbandsgemeinde Gau-Algesheim ist seit dem 1. Januar 2018 Benno Neuhaus (CDU). Er wurde bei der Direktwahl am 11. Juni 2017 mit einem Stimmenanteil von 51,3 % zum Nachfolger von Dieter Linck (Freie Wähler) gewählt, der das Amt seit 2002 ausübte und nicht erneut kandidiert hatte.